# Šílený kriplové
Šílený kriplové (v anglickém originále Krazy Kripples) je druhý díl sedmé řady amerického animovaného televizního seriálu Městečko South Park.

## Děj
Oba postižení žáci Timmy a Jimmy zakládají klub pro handicapované lidi. Záhy na to se ale dostávají do války s Denverským gangem kvůli názvu klubu. Christopher Reeve zatím vede bitvu proti Geenovi Hackmanovi kvůli výzkumu kmenových buněk.